# Nicolaos Mavrocordatos

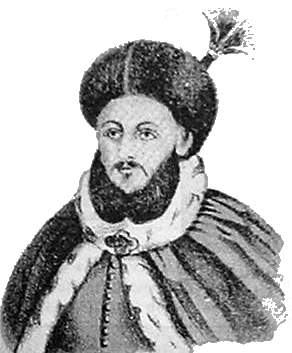
Nicolae Mavrocordat

Nicolaos Mavrocordatos (griechisch Νικόλαος Μαυροκορδάτος, rumänisch Nicolae Mavrocordat, * 3. Mai 1680 in Konstantinopel; † 3. September 1730 in Bukarest) war zunächst Fürst der Moldau (17. Nov. 1709 – Nov. 1710 sowie 1711 – 5. Jan. 1716) und danach Fürst der Walachei (21. Jan. 1716 – 25. Nov. 1716 sowie von März 1719 bis zu seinem Tod).
Mavrocordatos wurde am 3. Mai 1680 in Konstantinopel als Sohn des Großen Dragomans Alexandros Mavrokordatos aus der Phanariotenfamilie Mavrokordatos geboren. im Jahr 1698 übernahm er als Nachfolger seines Vaters das Amt des Großen Dragomans und wurde 1709, als erster Grieche, Fürst von Moldau und 1715 der Walachei. Er war ein Schüler des bekannten Geographen Chrysanthos Notaras (des späteren Patriarchen von Jerusalem) und galt als sehr gebildet; so beherrschte er mehrere Fremdsprachen, hatte Philosophie und Theologie studiert und lernte, sobald er in die Fürstentümer kam, auch rumänisch.
Während seiner ersten Regierungszeit machte er sich einen Namen, indem er die Bojaren in ihre Schranken wies und die Bauern schützte. Seine Feinde nutzten die Unzufriedenheiten der Bojaren sowie Klagen des schwedischen Königs Karl XII. und erreichten 1710 die Absetzung Mavrocordatos', an dessen Stelle Dimitrie Cantemir trat. Allerdings kehrte Mavrocordatos unmittelbar nach Cantemirs Flucht nach Russland auf den Thron zurück (1711). Nun gelang es ihm, die schwedischen und polnischen Streitkräfte, die zu einer wahren Landplage geworden waren, aus der Moldau zu vertreiben.
im Jahr 1716 gelangte er auf den walachischen Thron, nachdem Fürst Ștefan Cantacuzino ermordet worden war. Die Hohe Pforte benötigte ihn dort dringend, da die Beziehungen zwischen Istanbul und dem Reich deutlich schlechter geworden waren. Bei Ausbruch des Österreichisch-Türkischen Kriegs (1714–1718) ließ Mavrocordatos mehrere Bojaren hinrichten, die mit Österreich sympathisiert hatten und schickte den Metropoliten Antim Ivireanul in die Türkei, wo dieser ums Leben kam. Da Nicolaos Mavrocordatos gefangen und nach Sibiu (Hermannstadt) gebracht wurde, ernannten die Osmanen Ioannis Mavrocordatos zum Fürsten. Nach dem Frieden von Passarowitz von 1718 und dem Tod des Ioannis Mavrocordatos gelangte Nicolaos erneut auf den Bukarester Thron, und es begann eine lange, ruhige Regierungszeit - nicht zuletzt durch das Wohlwollen Istanbuls. Auch die Bevölkerung der Walachei war bald mit seiner Herrschaft zufrieden, denn das Land wurde unter seiner Herrschaft kompetent verwaltet, die Tribute an die Hohe Pforte gingen zurück und einige Abgaben wurden gesenkt. Dass Mavrocordatos ethnische Griechen bevorzugte, verärgerte allerdings die Rumänen.
Mavrocordatos errichtete das Kloster Văcărești und verpflichtete die Bischöfe von Bacău, mit den ihnen gewährten Einkünfte unter anderem eine griechische sowie eine slawonische Schule zu unterhalten.
Am 3. Sept. 1730 starb Maurocordatos in Bukarest an der Pest und wurde im Kloster Văcărești beigesetzt. Mavrocordatos war auch ein hervorragender Schriftsteller und verfasste folgende Werke in archaisierendem Griechisch: „Nouthesiai“ („Ratschläge“, als Manuskript vorhanden), „Peri Kathikonton“ („De officiis“, gedruckt in Bukarest 1719), „Psogos Nikotianis“ („Tadel des Nikotins“, erschienen in Iași 1786) und „Commentatio de litterarum studiis“ (publiziert in Jena 1755) und „Philotheou Parerga“. Letzteres wurde in Jahren der Gefangenschaft in Transsylvanien, 1716–1718, verfasst und blieb, aller Wahrscheinlichkeit nach, unvollendet. Den Text publizierte 1800 der griechische Aufklärer Grigorios Konstantas. Es handelt sich um ein Erzählwerk, das literarisch in der Tradition des „Decamerone“ von Giovanni Boccaccio steht und philosophisch in jener des Aristotelismus und der französischen Moralisten des 17. Jahrhunderts.